# Bački Petrovac
Bački Petrovac (in serbo Бачки Петровац?; in ungherese Petrőc; in slovacco Petrovec o Báčsky Petrovec) è una città e una municipalità del Distretto della Bačka Meridionale nella parte occidentale della provincia autonoma della Voivodina.

## Geografia
Bački Petrovac è situata nella parte meridionale della regione della Bačka, a 25 km a nord-ovest di Novi Sad.

## Storia
A partire dal 1745, numerose famiglie slovacche si sono insediate nella cittadina. Oggi giorno Bački Petrovac è uno dei principali centri economici e culturali della minoranza slovacca in Voivodina.